# Haynsburg
Haynsburg is een plaats en voormalige gemeente in de Duitse deelstaat Saksen-Anhalt, en maakt deel uit van de Landkreis Burgenlandkreis.
Haynsburg telt 572 inwoners.

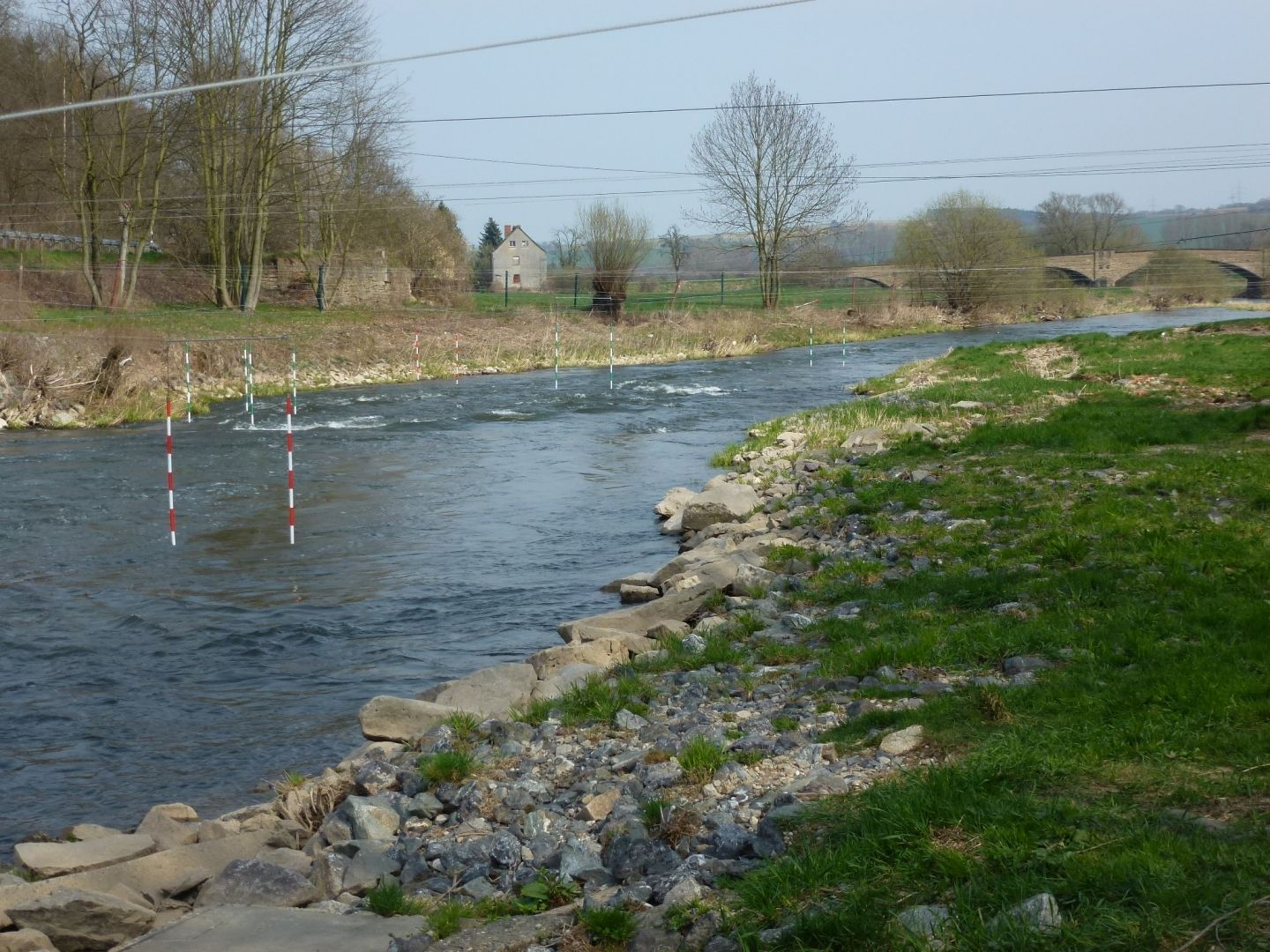
De Elster bij Haynsburg
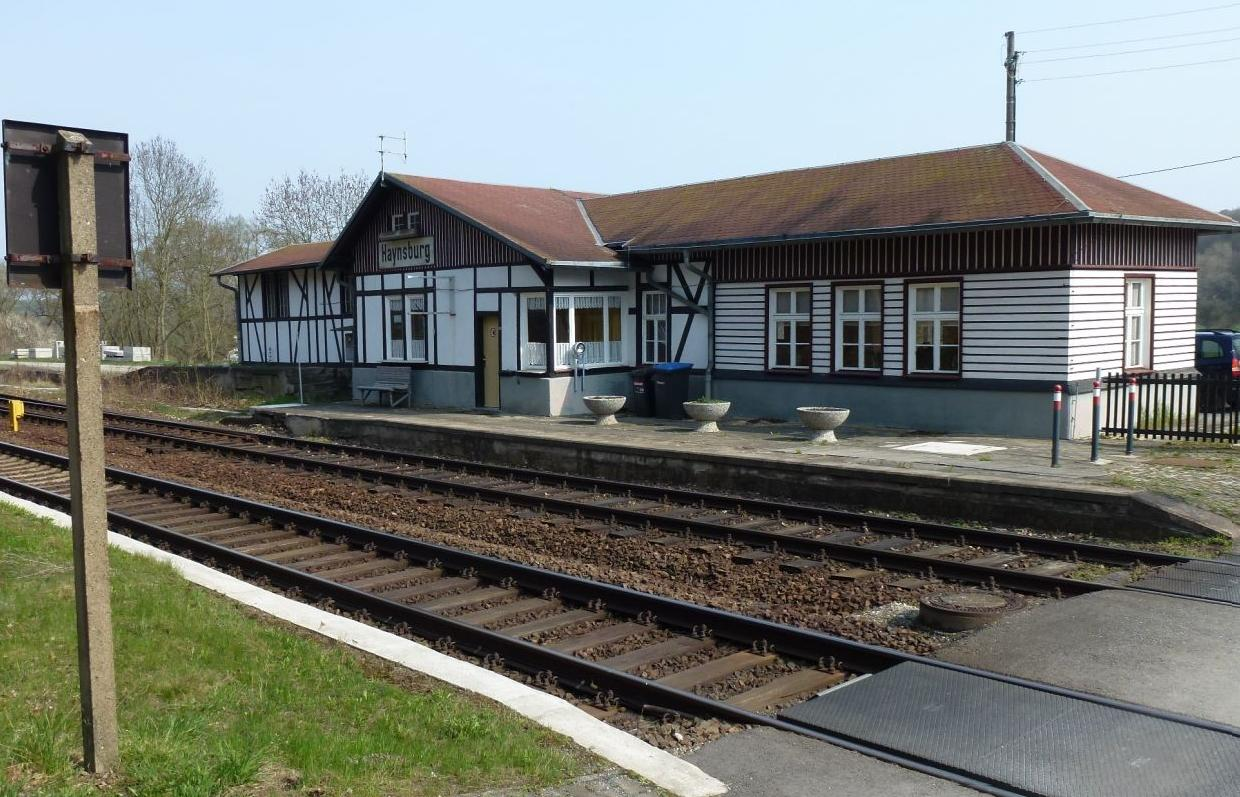
Station Haynsburg
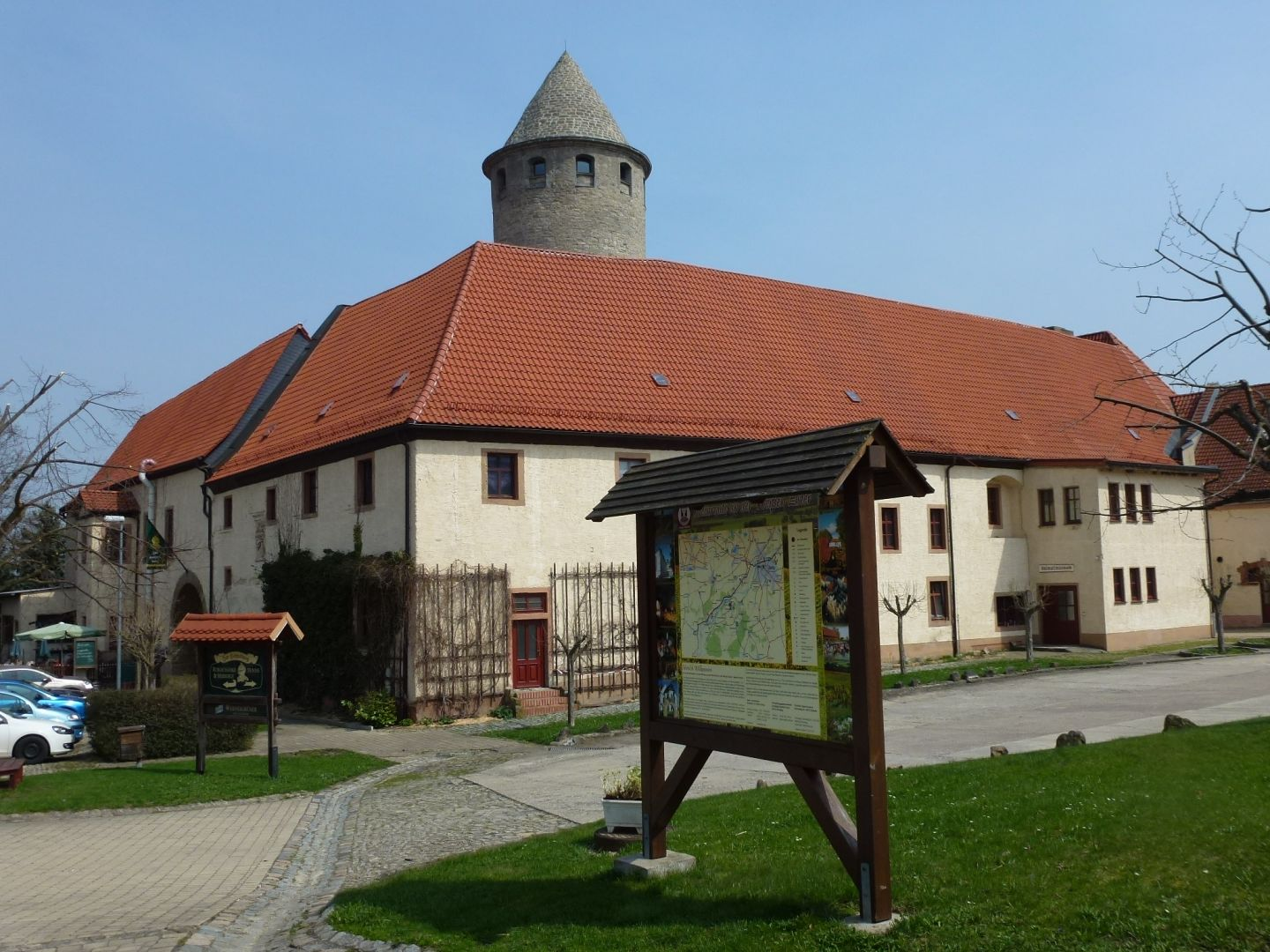
Haynsburg